# هیرویا سااکی
هیرویا سااکی (ژاپنی: 末木 裕也؛ زادهٔ ۱۶ مهٔ ۱۹۹۷) یک بازیکن فوتبال اهل ژاپن است.
از باشگاه‌هایی که در آن بازی کرده‌است می‌توان به باشگاه فوتبال کاتالر تویاما اشاره کرد.